# Rajuholmen
Rajuholmen är en ö i Finland. Den ligger i Skärgårdshavet och i kommunen Pargas i den ekonomiska regionen  Åboland i landskapet Egentliga Finland, i den sydvästra delen av landet. Ön ligger omkring 21 kilometer söder om Åbo och omkring 150 kilometer väster om Helsingfors. Rajuholmen ligger 1 meter över havet.
Öns area är 0,8 hektar och dess största längd är 120 meter i sydöst-nordvästlig riktning. I omgivningarna runt Rajuholmen växer i huvudsak barrskog. Runt Rajuholmen är det ganska glesbefolkat, med 45 invånare per kvadratkilometer. Närmaste större samhälle är Väståboland, 7,0 km nordost om Rajuholmen.